# Joseph Dommers Vehling
Joseph Dommers Vehling (9 août 1879 à Dülken - 20 septembre 1950 à Chicago) est un cuisinier, écrivain, traducteur, historien de livres de cuisines et collectionneur allemand et américain (États-Unis). Par ses publications sur les livres de cuisines de l'Antiquité et la Renaissance, il est considéré comme le fondateur de la recherche en art culinaire.

## Vie et œuvre

### Jeunesse et premières années en Amérique
Joseph Dommers Vehling est né dans la petite ville rhénane de Dülken en Rhénanie-du-Nord-Westphalie, et est élève du lycée de cette ville. Ses parents le retirent de cette école à l'âge de 14 ans et l'inscrivent dans une école de cuisine. Il continue ensuite sa formation en Belgique, France, Angleterre et Scandinavie, et il collectionne dans les bibliothèques et musées en Italie des données sur la cuisine romaine ancienne. À l'âge de 24 ans, il est assistant manager à l'Hôtel Bristol de Vienne en Autriche. En 1904 il émigre aux États-Unis, et en 1910 il se marie avec Johanna Ostendorf.
À New York, Vehling fonde le syndicat International Hotel Workers Union. Il s'investit dans la reconnaissance du métier de cuisinier, et il développe, dans le journal syndical International Hotel Work, un programme pour « élever ce métier magnifique et varié jusqu'au niveau de la reconnaissance publique ». Il exerce dans plusieurs hôtels, entre autres à Milwaukee et à New York. Au début de la Première Guerre mondiale, il quitte New York en 1914.

### L'écrivain

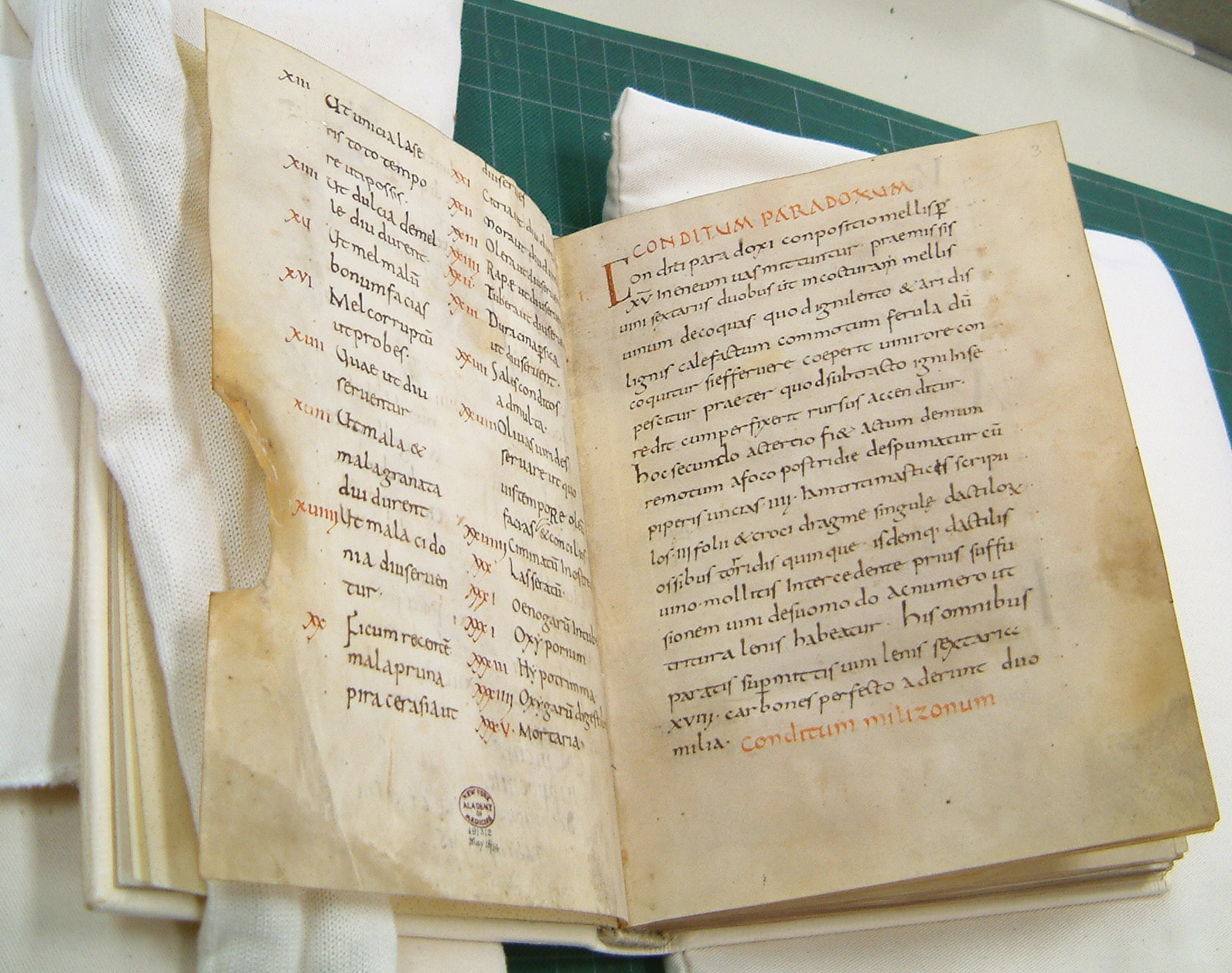
Manuscrit d'Apicius du monastère de Fulda du IXe siècle.

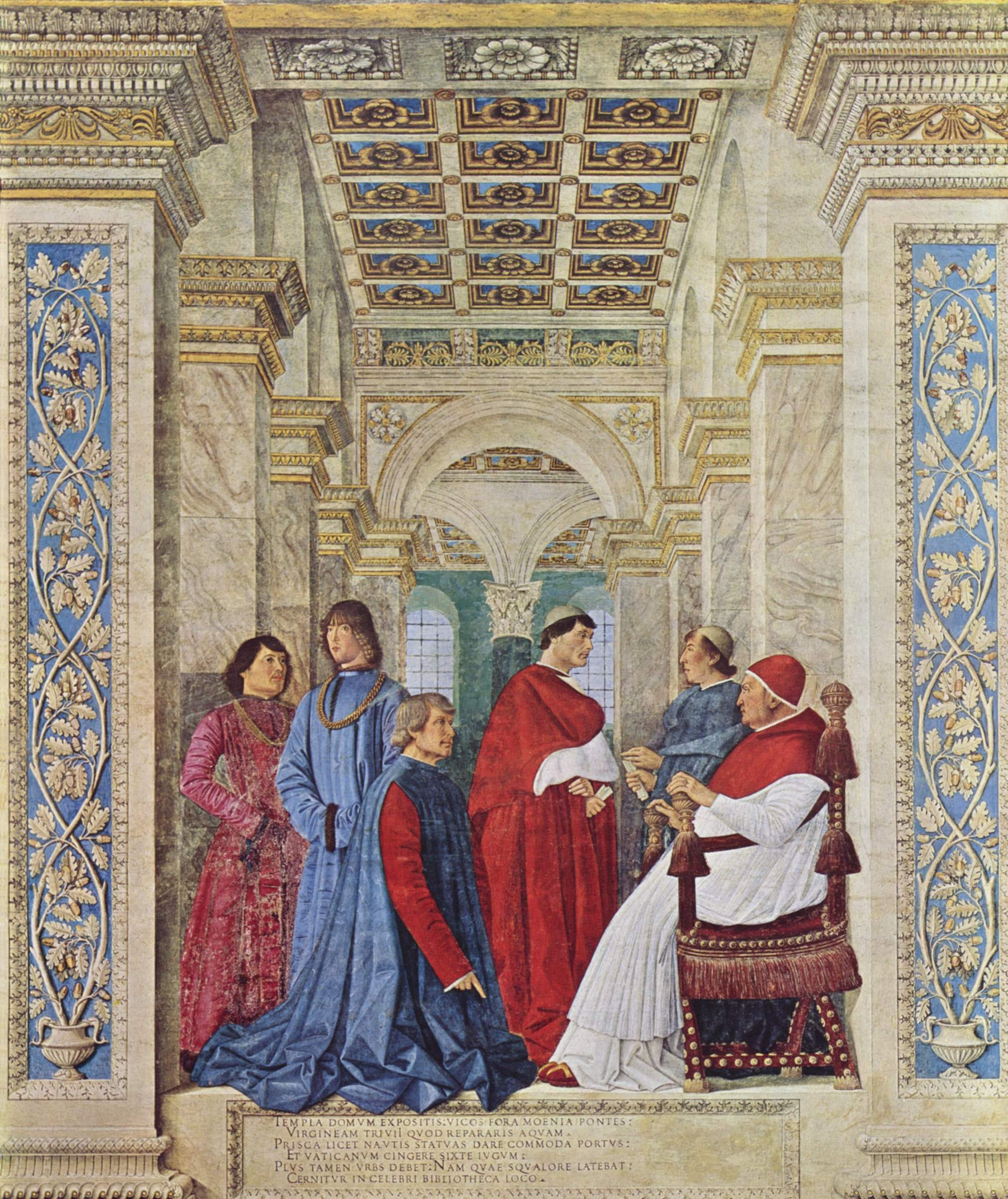
Platina, l'auteur du livre de cuisine, est nommé préfet de la bibliothèque par le pape Sixte IV.

Les premiers livres de Vehling contiennent des aphorismes, de chants et des poèmes. Les éditions Didion, de New York, annoncent la parution en 1914 'un roman intitulé Söhne der Nacht. Amerikanische Sitten, dont l'existence n'est pas prouvé.
Dans un mémoire intitulé Niedergang des Deutschtums in Amerika (déclin de la nature allemande en Amérique) paru en 1934 il critique l'amateurisme et la maladresse de la politique culturelle allemande, et s'emporte contre la méconnaissance de l'apport allemand à l'histoire américaine. Une étude Food cost finding and controls sur l'« évaluation des coûts et le contrôle des denrées alimentaires » paraît en 1923.
Il est l'éditeur du journal Hotel Bulletin and the Nation’s Chefs.
Pendant de longues années il travaille à la traduction du plus ancien livre de cuisine du monde, le De re coquinaria d’Apicius que l'on attribue au gourmet romain Marcus Gavius Apicius. L'ouvrage, paru en 1936, a pour titre original Cookery and Dining in Ancient Rome, et pour titre dans son édition final de 1977 Cookery and Dining in Imperial Rome. Il est réimprimé jusqu'à nos jours.

### l'historien de l'art culinaire
Par sa collection de livres de cuisine accumulés pendant des dizaines d'années qui embrasse l'histoire de l'art culinaire de l'Antiquité jusqu'à aujourd'hui, et par ses études et articles, Vehling acquiert le statut d'historien de l'art culinaire. Dès 1927, il achète chez un antiquaire en Italie le manuscrit original du livre Liber de arte coquinaria (l'art de la cuisine) de Maestro Martino, le cuisinier en chef de Ludovico Trevisano, patriarche d'Aquilée. Il découvre que c'était ce même Martino qui indique Bartolomeo Sacchi, dit Platina, comme la source de son propre livre de cuisine De honesta voluptate et valitudine. Vehling en fait le récit dans son ouvrage principal Platina and the Rebirth of Man, de 1941. « Le manuscrit, qui pendant de longues années était le seul texte connu de ce chef de la Renaissance, a été transmis comme don en 1941 à la Bibliothèque du Congrès. ».
Vehling donne à l'université Cornell des cours sur l'art culinaire de la Renaissance et de l'Antiquité. Il fait également don à cette université de sa collection d'environ 400 livres et manuscrits, qui renferme entre autres les manuscrits originaux datant de 1491 et 1516 de On Right Pleasure and Good Health, de plus des menu de banquets historiques et des gravures sur bois de gourmets célèbres. Elle est enregistrée sous le nom JD Vehling Collection. L'historien Ballerini le considère comme le fondateur de la recherche en art culinaire.

## Publications
- Aus Hohlwegen und stillen Höhn. Bonsels, Munich 1910.
- Das Vermächtnis des Einsamen. Apercus. Didion, New York 1913.
- Singender Sand. Schicksalslieder. Didion, New York 1914.
- Food cost finding and controls. Food Research Bureau, Chicago 1923.
- Martino and Platina. Exponents of Renaissance Cookery. dans: Hotel Bulletin and the Nation’s Chef. October 1932.
- Niedergang des Deutschtums in Amerika. Gutenberg Publishing 1934.
- Apicius. Cookery and Dining in Ancient Rome. (traduction). Hill, Chicago 1936. Version finale: Apicius. Cookery and Dining in Imperial Rome. Dover Publications Inc., New York, 1977,  (ISBN 0-486-23563-7).
- Platina and the Rebirth of Man. Hill, Chicago 1941.
- America's Table. Hostaids, Chicago 1950.

## Sources
- Linda Civitello, Cuisine and Culture. A History of Food and People. John Wiley & Sons, 2003,  (ISBN 978-0471202806).
- (de) Berndt Ostendorf, Von der hohen Kunst des Kochens in der neuen Welt : Die amerikanische Karriere von Joseph Dommers Vehling aus Dülken, Viersen, coll. « Heimatbuch des Kreises Viersen » (no 61), 2010
- S. Vinceus, An Evaluation of the Vehling Collection. Ithaca, New York, Cornell University. Voir également: The Joseph D. Vehling collection of books on food, cookery and dining, and miscellaneous gastrosophic documents (un manuscrit de 16 pages).
- Nécrologie Joseph Vehling, 71, Cooking Authority. dans: The New York Times du 21 septembre 1950.